# Alfred Fissmer
Ludwig Wilhelm Alfred Fissmer (* 17. April 1878 in Hohenlimburg; † 15. Dezember 1966 in Siegen) war ein deutscher Kommunalpolitiker und Jurist. Er war von August 1919 bis Ende Februar 1923 Bürgermeister und anschließend bis zum 24. April 1945 Oberbürgermeister der Stadt Siegen.

## Kaiserreich
Fissmer, Sohn eines großbürgerlichen Hohenlimburger Unternehmerehepaars, evangelisch, besuchte in Attendorn das heutige Rivius-Gymnasium. Nach dem Abitur leistete er als Einjährig-Freiwilliger den Wehrdienst ab und wurde Offizier der Reserve, er erreichte den Dienstgrad eines Hauptmanns. Fissmer studierte ab 1897 Rechtswissenschaft an den Universitäten Bonn, München und Berlin. 1897 trat er in Bonn der Burschenschaft Alemannia Bonn bei. Während seiner anschließenden Referendarzeit war er bei den Amtsgerichten Hohenlimburg und Iserlohn, dem Landgericht Hagen, dem Oberlandesgericht Hamm sowie bei einem Kölner Rechtsanwalt tätig. Ab 1906 war er als Gerichtsassessor als Hilfsrichter an den Amtsgerichten Hohenlimburg und Bochum tätig und übernahm danach eine Anwaltsvertretung für zehn Monate. Im April 1908 trat Fissmer als juristischer Hilfsarbeiter in die Dienste der Stadt Bochum. Dort wurde er 1909 besoldeter Stadtrat und schließlich Polizeidezernent. Von 1914 bis 1918 nahm Fissmer am Ersten Weltkrieg teil.

## Weimarer Republik
Fissmer wurde am 25. April 1919 von der Mehrheit der Stadtverordneten zum Bürgermeister von Siegen gewählt. Damit stimmte ein breites Bündnis von den antisemitischen Christlich-Sozialen der Siegerländer DNVP, mit Abstand stärkste regionale Partei, über die rechtskonservative DVP bis zur Partei der Siegerländer katholischen Minderheit, des Zentrums, für ihn, während die in der Region unbedeutende Linke von der linksliberalen DDP über die SPD bis zur USPD ihn ablehnte. Die Amtsperiode betrug zwölf Jahre. Am 13. August 1919 wurde er in das Bürgermeisteramt eingeführt und übernahm noch bis Ende September 1919 die Dienstgeschäfte für seinen bis dahin beurlaubten Vorgänger Anton Delius. Mit der Ernennung Siegens zur kreisfreien Stadt zum 1. März 1923 wurde Fissmer am 6. März desselben Jahres zum Oberbürgermeister ernannt. Corinna Nauck charakterisiert ihn „in hohem Maße von preußisch-monarchistischer Gesinnung, national und konservativ orientiert“.
Fissmer war zwar parteilos, wird aber als „deutschnational eingestellt“ beschrieben und damit den Gegnern der Weimarer Demokratie zugeordnet. In der von der christlich-sozialen Strömung der DNVP dominierten politischen Kultur der Stadt war er ein weitherziger Unterstützer aller politischen Kräfte rechts der Mitte („Vaterländisches Lager“). Das schloss die Nationalsozialisten mit ein, die er selbst während der Verbotsphase nach dem Hitler-Ludendorff-Putsch im November 1923 nicht nur ungestört agieren ließ, vielmehr beteiligte sich die Stadt unter seiner Führung nachdrücklich an öffentlichen Massenveranstaltungen der rechten Verfassungsgegner wie dem Deutschen Tag im Juni 1924 oder der sogenannten Reichsgründungsfeier im Januar 1925, die führend von Nationalsozialisten organisiert und gestaltet wurden. Es ist kein kritisches Wort von Fissmer zum Weimarer Rechtsextremismus überliefert, der in seiner Stadt früher als im Durchschnitt der Städte erfolgreich war.

## Zeit des Nationalsozialismus

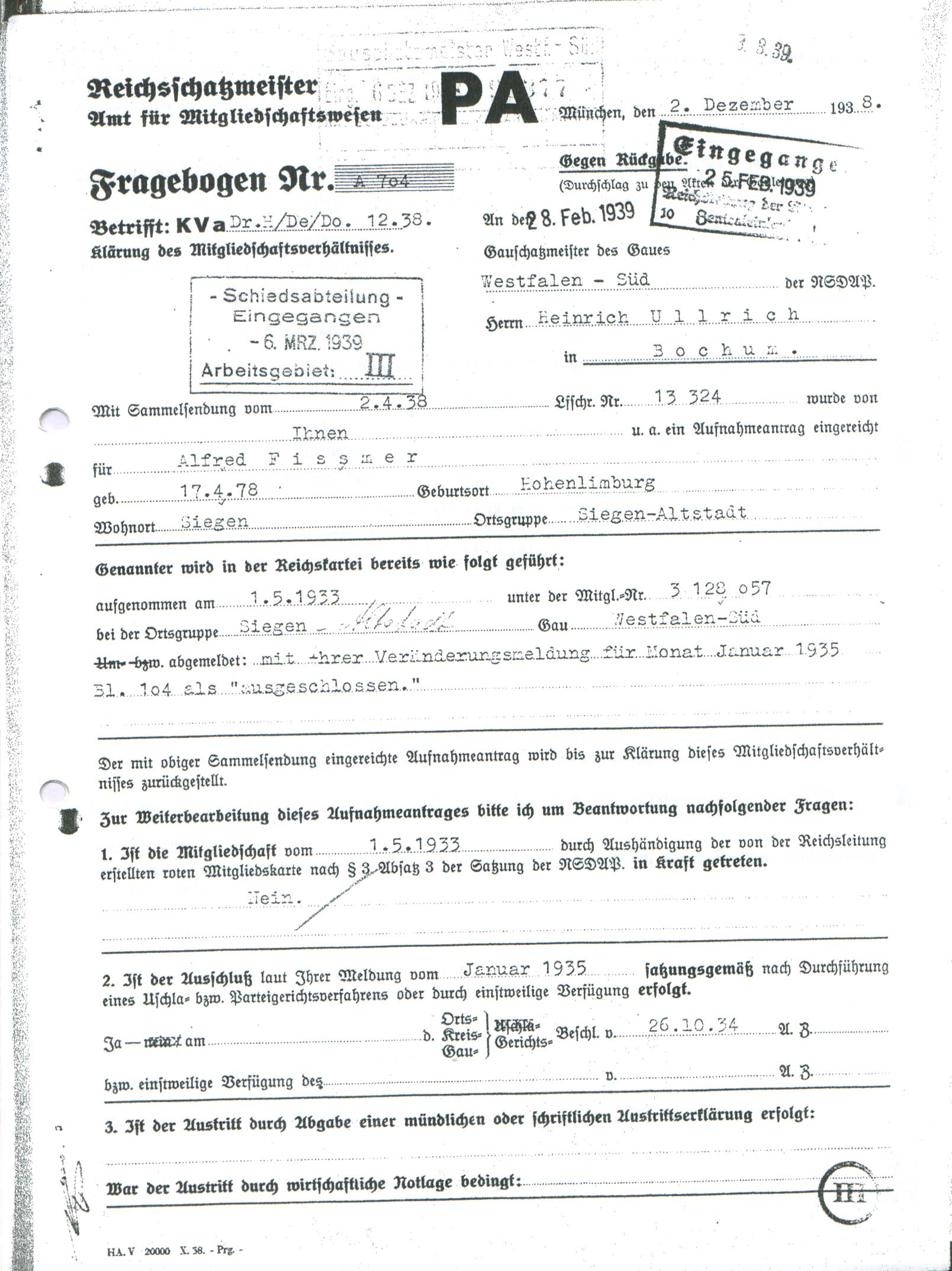
Zu Fissmers Aufnahmeantrag in die NSDAP (vor dem 1. Mai 1933)

Bereits kurz nach dem regionalen Machtübergang an die Nationalsozialisten stellte Fissmer 1933 einen Antrag auf Aufnahme in die NSDAP, die Mitgliedschaft trat aber nicht in Kraft. Fissmer stellte am 22. Juni 1937 einen neuen Antrag und wurde nach Ablauf der allgemeinen Mitgliedersperre rückwirkend zum 1. Mai desselben Jahres aufgenommen (Mitgliedsnummer 5.889.595). Er hatte die Unterstützung der Gauleitung. Bereits seit 1933 war er Förderndes Mitglied der SS. Des Weiteren trat er dem Bund Nationalsozialistischer Deutscher Juristen (BNSDJ) bei, der später als Nationalsozialistischer Rechtswahrerbund firmierte. In der Frühphase der nationalsozialistischen Herrschaft hatte es einen Konflikt mit einigen lokalen Nationalsozialisten gegeben, die – ihrerseits damit im Konflikt mit den höheren Ebenen von Partei und Verwaltung – versucht hatten, Fissmer aus dem Amt zu drängen. 1934 bedrohte Fissmer den von der Hitlerjugend öffentlich herabgesetzten katholischen Pfarrer Wilhelm Ochse aufgrund einer „Verächtlichmachung einer Willensäußerung der Bewegung“. Bereits im Jahr zuvor hatte Fissmer eine Bitte Ochses ignoriert, gegen schwere Misshandlungen von NS-Gegnern durch Nationalsozialisten im Keller des Braunen Hauses in Siegen vorzugehen.
Schon bald nach der Machtübernahme begann in Siegen in Initiative von und im Zusammenwirken mit der Stadtspitze der Bau von Artillerie- und Infanteriekasernen (1934), die Einrichtung eines Standortlazaretts, der Bau eines Versorgungsdepots der Wehrmacht und der Einstieg in ein umfangreiches Schutzraum- und Bunkerprogramm (1937ff.). Fissmer habe in seiner Rolle als lokaler Luftschutzleiter, so der Heimatautor Wilhelm Langenbach 1954, "die Zeichen der Zeit rechtzeitig verstanden". Er habe, so der Historiker Ulrich Opfermann, „mit Krieg offenbar rechnend“ schon in den 1930er Jahren lokal „mit den Vorbereitungen begonnen“.
Als nach der Brandstiftung der Siegener Synagoge am 10. November 1938 die Stadt Siegen das Grundstück günstig erwerben konnte, nutzte Fissmer die Situation. Er betrachtete die Immobilie „als eine wertvolle Ergänzung unseres Besitzes“. Der Kaufpreis von RM 5.500 abzüglich der Maklerprovision ging über die Reichsvereinigung der Juden in Deutschland an das Referat Juden und Judenangelegenheiten der Gestapo im RSHA. Fissmer verwendete das Grundstück für einen Bunkerbau.
1942 wurde Fissmer wegen Verantwortung für Schwarzwarengeschäfte angeklagt. Er war kurzzeitig beurlaubt und unternahm einen Suizidversuch. Nach seiner Genesung wurde das Verfahren gegen ihn eingestellt und er übernahm seine Amtsgeschäfte erneut. Auf Vorschlag Hermann Görings wurde er 1944 mit dem Kriegsverdienstkreuz zweiter Klasse mit Schwertern ausgezeichnet; auch das Kriegsverdienstkreuz erster Klasse erhielt er.

## Nachkriegszeit

Stellungnahme zum Grundstück der niedergebrannten Synagoge

Nach dem Einmarsch der US-Truppen wurde Fissmer zugunsten eines geordneten Übergangs von den Militärbehörden zunächst noch kurzzeitig im Amt belassen, bevor er am 24. April 1945 auf Anweisung des britischen Kreiskommandanten entlassen wurde, was für ihn „schmerzlich“ gewesen sei, wie er später erklärte. Formal geschah die Entlassung auf eigenen Antrag, so dass ihm ein Übergangsgeld und die volle Pension blieben, die er im anderen Fall verloren hätte. Diese Regelung ging zurück auf eine Intervention des Regierungspräsidenten Fritz Fries bei der Militärregierung. Im Entnazifizierungsverfahren 
verdächtigte der Ausschuss „den vormals höchstrangigen städtischen Verwaltungsjuristen der Falschangabe im Fragebogen“, Fissmer entgegnete in einem Schreiben an den Ausschuss mit der Grußformel „Mit deutschem Gruß“. Tatsächlich hatte Fissmer im Fragebogen sein Beitrittsgesuch zur NSDAP von 1933 und seine Mitgliedschaft im Förderkreis der SS unterschlagen. Die Bewertungen seiner Person gingen im Verfahren weit auseinander. So wurde er zunächst als „untragbar“ eingestuft. Er habe „vom ersten Tag des dritten Reiches das volle Vertrauen der Naziführung besessen“ und sei kein nur nominelles Parteimitglied gewesen, demnach sei die „Entlassung zwangsläufig“. In den Revisionsinstanzen verbesserte er sich zunächst auf „Mitläufer“ und schließlich 1947 auf „entlastet“. Zur Begründung gehörte nun die Behauptung, Fissmers „langer Widerstand gegen den Parteieintritt“ sei „allgemein bekannt“ und das, „was man bei ihm vielleicht Militarismus nennen“ könne, in der „bei diesen Leuten“ üblichen alldeutschen Erziehung begründet. Das müsse nicht unbedingt negativ sein. Fissmer seinerseits nahm mit Entlastungserklärungen („Persilscheinen“) in Entnazifizierungsverfahren Stellung zugunsten von ausgewiesenen und regional bekannten deutschnationalen und nationalsozialistischen Wegbereitern der Machtübernahme und Akteuren des NS-Regimes. Belegt sind sie bislang für Hans Buch, Heinrich Dönges, Rudolf Gädeke – u. a. langjähriges Vorstandsmitglied der antisemitischen Stoecker-Gilde, den Gauinspekteur und Unternehmer Walter Heringlake, den Unternehmer Ottomar Jüngst, den evangelischen Pfarrer Ernst Krause und den Lehrer und Lehrerverbandsfunktionär Albert Schnutz. 
Fissmer erklärte im eigenen Entnazifizierungsverfahren auch, mit dem bekannten Siegerländer Unternehmer Oskar Waldrich "befreundet" zu sein.
Von der Mehrheit der regionalen Bevölkerung und durchweg auch von den Wortführern in Politik und Kultur wurde Fissmer als unbelastet betrachtet. Es gab das Verlangen, ihn wieder neu in sein Amt einzusetzen. Im Jahr 1947 beabsichtigte der Stadtrat, die vormalige Horst-Wessel-Straße nach ihm zu benennen, was einer Exkulpierung gleichgekommen wäre und auf Anweisung der Militärbehörden unterblieb.
Von der Siegener Staatsanwaltschaft wurde Fissmer 1948 zu dem Novemberpogrom 1938 befragt; gegen ihn selbst lagen dabei keine entsprechenden Beschuldigungen vor. Er sagte aus, dass er von der Aktion nicht in Kenntnis gesetzt worden sei und erst am Vormittag des 10. November von dem Brand der Synagoge Siegen erfahren habe. Danach habe er in seiner Funktion als „Polizeiverwalter der Stadt Siegen“ Polizei und Feuerwehr verständigt. Aus der Befragung ging nicht hervor, ob Fissmer selbst vor Ort war.
Fissmer wurde 1953 Ehrenbürger der Stadt Siegen. Im selben Jahr wurde ihm das Große Verdienstkreuz der Bundesrepublik verliehen. Ein zentraler Platz der Stadt und eine „Fißmer-Eiche“ in einem stadtnahen Waldgebiet sind nach ihm benannt. Die Siegener Zeitung bezeichnete ihn als „volkstümlichsten Bürger Siegens“. Beim Rotary-Club Siegens war er zunächst Sekretär und später Präsident. Er gehörte schließlich dem Aufsichtsrat der Waldrich GmbH an, deren Aufsichtsratsvorsitzender er 1960 wurde. Zudem wurde er Mitglied der CDU.